# Ever Better
Ever Better est une série de compilations de musique électronique visant à exposer la scène électro-pop popularisée par des sites tels que MySpace ou les blogs musicaux.

## La Compilation
Le principe de la compilation est de proposer un instantané de la scène électro Française à un moment donné, et de faire le lien entre l'ancienne génération, dite de la French touch (Daft Punk, Air...) et la nouvelle génération qui s'est développée par le web.

## Les artistes de Ever Better 1
- Daft Punk
- Poney Poney
- Midnight Juggernauts
- The Teenagers
- Air
- Minitel Rose
- Teenage Bad Girl
- Chromeo
- David Rubato & Teki Latex
- M83
- We Are Terrorists
- Thieves Like Us
- Surkin
- Tepr
- T.B.S.
- Symbolone
- Danger (musicien)